# Biskupice Melsztyńskie
Biskupice Melsztyńskie (prononciation : [biskuˈpit͡sɛ mɛlʂˈtɨɲskʲɛ]) est une localité polonaise de la gmina de Czchów, située dans le powiat de Brzesko en voïvodie de Petite-Pologne.